# Eohaustorius gurjanovae
Eohaustorius gurjanovae is een vlokreeftensoort uit de familie van de Haustoriidae. De wetenschappelijke naam van de soort is voor het eerst geldig gepubliceerd in 1995 door Bousfield & Hoover.